# Quarto Oggiaro
Quarto Oggiaro (in milanese Quart Oggiee, AFI: [ˈkwart uˈʤeː]) è un quartiere  di Milano situato a nord-ovest della città, facente parte del municipio 8 e del NIL 76 "Quarto Oggiaro - Vialba - Musocco". 

## Toponimo
Il nome di Quarto Oggiaro deriva da Quarto Uglerio: la parola Quarto fa palesemente riferimento alla distanza di quattro miglia romane dal centro di Milano, mentre la seconda parte del toponimo, Uglerio, potrebbe invece essere quello di una persona che fu rilevante nella zona, in tempi non documentati. Da Ad Quartum, nome latino di Quarto Oggiaro, passava la Via Mediolanum-Bilitio, che metteva in comunicazione Mediolanum (Milano) con Luganum (Lugano) passando da Varisium (Varese).
Un tempo comunità autonoma, divenne la frazione orientale del comune di Musocco in seguito alle riforme amministrative volute dall'imperatrice Maria Teresa negli anni cinquanta del Settecento. La trasformazione da Uglerio a Oggiaro è riscontrabile sulle mappe del 1872.

## Confini
Quarto Oggiaro confina con:
- Vialba a nord ovest
- Musocco ad ovest
- Villapizzone a sud est
- Bovisasca a nord est

Il quartiere è separato dal comune di Novate Milanese dall'antico territorio municipale di Vialba che vi si interpone.
La ferrovia Milano - Saronno, appartenente al gruppo Ferrovienord, divide Quarto Oggiaro dalla zona 9 lungo il tratto tra le stazioni di Milano Bovisa e Milano Quarto Oggiaro.

### Quarto Oggiaro e Vialba
Nell'odierna suddivisione delle statistiche per il calcolo della popolazione, si ritiene l'asse via Eritrea - via Lessona come la via di demarcazione tra Quarto Oggiaro e Vialba: di fatto, i numeri pari di queste vie appartengono a Quarto Oggiaro e i numeri dispari al quartiere Vialba. Il nucleo originario di Quarto Oggiaro giace lungo l'asse di via Aldini dalla parte del quartiere ora ritenuto il centro di Quarto Oggiaro. Nulla vieta di riferirsi a quella parte e fino al confine con la Villa Scheibler con il nome originario, Quarto Oggiaro.
Villa Scheibler, l'antica dimora di caccia con il suo Parco, si trova anche storicamente in Vialba. La relazione tra i due quartieri è molto forte: entrambi si estendono dal ponte di via Palizzi fino all'estrema periferia nord-ovest di Milano. La parte di Vialba confinante con Quarto Oggiaro ha avuto lo stesso piano di sviluppo urbanistico di edilizia popolare e spesso viene ritenuto come parte integrante di Quarto Oggiaro. I vecchi borghi divenuti quartieri con agglomerati urbani continui sono solo parzialmente distinguibili, la divisione tra aree è spesso assente e il confine virtuale tra le vecchie zone diventa di frequente la mezzaria di una via di grandi dimensioni.

## Storia

### Quarto Oggiaro vecchia
A partire dal 1757 Quarto Oggiaro, o Quarto Uglerio, faceva parte del comune di Musocco ed era un gruppo di case e cascine intorno alla Villa Caimi-Finoli, una villa patrizia collegata alla più grande Villa Scheibler e alla chiesa dei Santi Nazario e Celso costruita alla fine del Settecento. Lo sviluppo era attorno all'attuale via Aldini.

### XX secolo
Il comune di Musocco di cui Quarto Oggiaro faceva parte così come l'adiacente località di Vialba rimase autonomo fino al 1923, quando fu incluso in Milano.
Sul finire degli anni quaranta si sviluppò una grande immigrazione dal Sud verso i grandi centri industriali del Nord in cerca di lavoro e le aree di Milano incolte, come quella di Quarto Oggiaro, divennero il luogo per soddisfare il grande incremento demografico della città.
Quarto Oggiaro, come lo vediamo oggi, nacque negli anni cinquanta: nel 1954 furono realizzate le prime case popolari, e grazie agli sviluppi seguenti, in breve tempo questa zona divenne uno dei più grandi quartieri di edilizia popolare di Milano. Il quartiere si è ampliato attraverso una serie di lotti di costruzioni, soprattutto negli anni sessanta, diventando un grande quartiere-dormitorio; occorsero molti anni prima che gli abitanti della zona potessero godere dei servizi essenziali. Il quartiere ha sempre ospitato numerosi migranti, prima dalle regioni meridionali, successivamente extracomunitari.

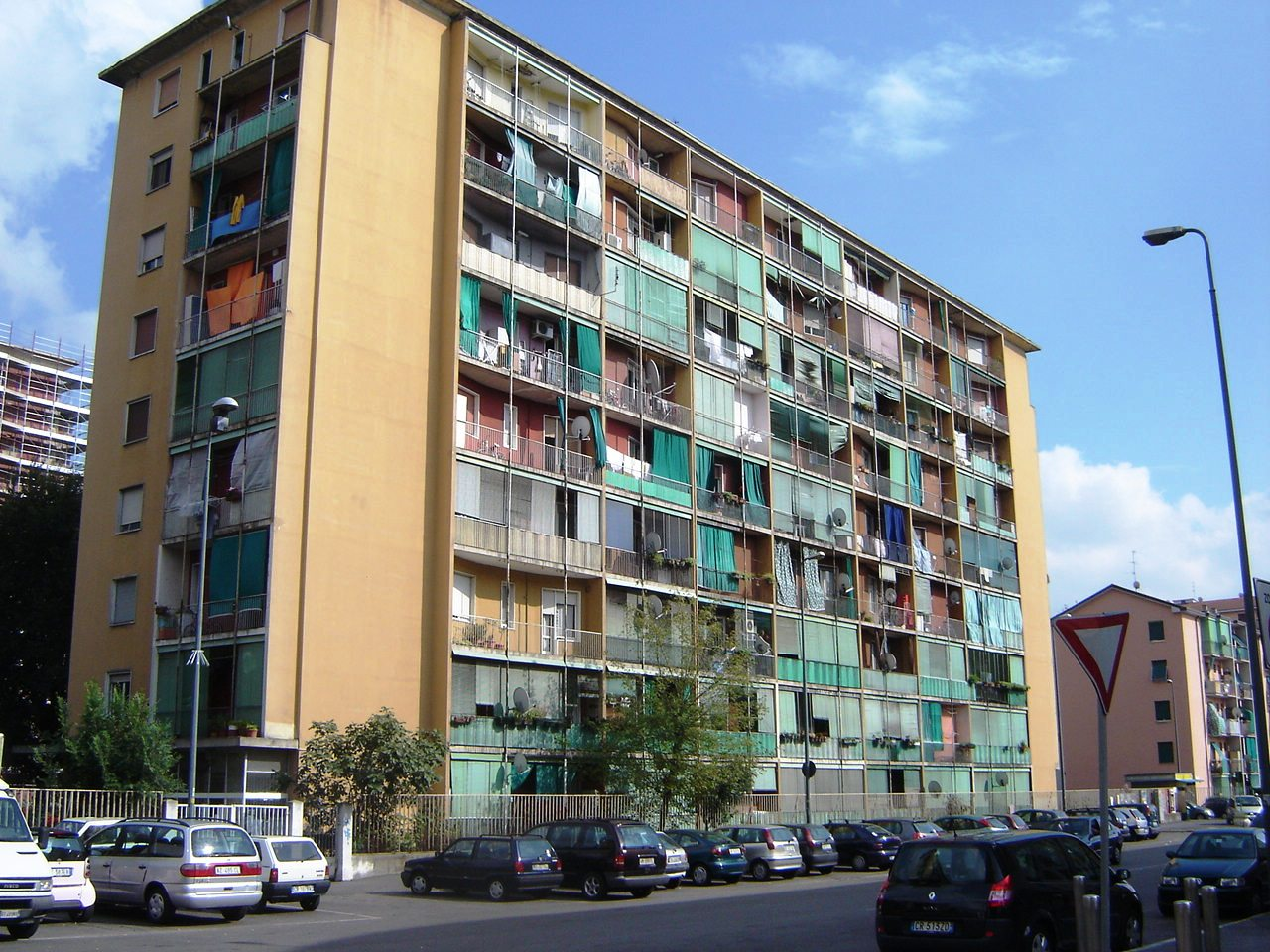
Le case popolari di via Pascarella prima della ristrutturazione

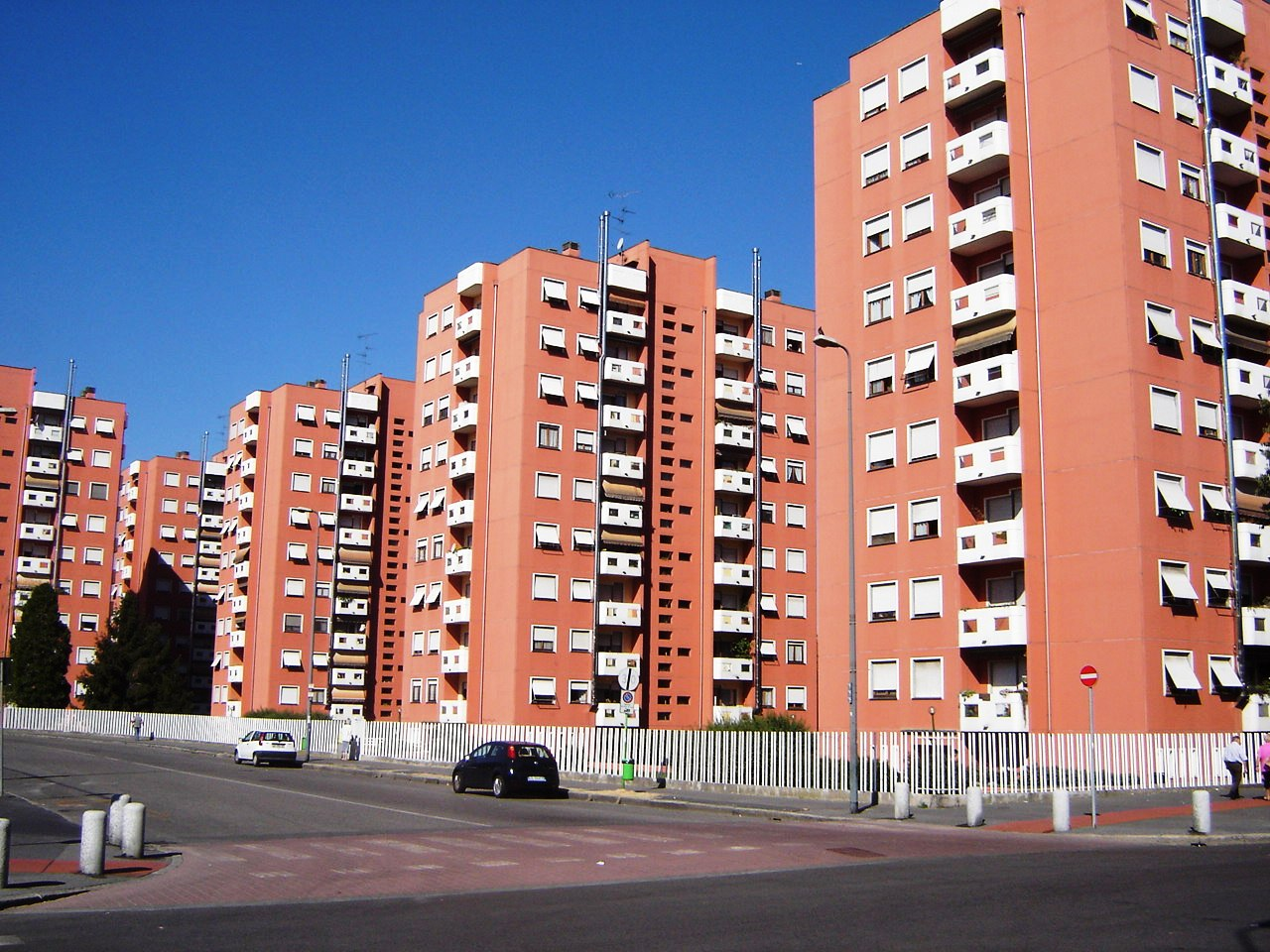
Le Torri di Via De Roberto N° 5 da Via Fratelli Antona Traversi

Il quartiere con il modello urbanistico pianificato di sole case popolari, i problemi connessi al tentativo di integrazione sociale e economico dei suoi nuovi abitanti nella città e la gestione dello spaccio della droga da parte di alcune famiglie anche con fatti di sangue lo hanno fatto più volte balzare agli onori della cronaca come un ambiente di difficile vivibilità, dimenticando talvolta gli immensi sforzi compiuti dagli abitanti e dalle associazioni per una sostenibilità sociale e ambientale del quartiere. Le immagini dei caseggiati e casermoni di via Pascarella, via De Pisis sono state prese dai media come simbolo dello sviluppo urbanistico e sociale di Milano degli anni '50 e '60. Commercialmente la zona si sviluppa in via De Roberto con numerosi negozi, in via Fratelli Antona Traversi con il Mercato Comunale e intorno all'incrocio tra le vie Lessona ed Amoretti.
Diversa la sorte della parte sud del quartiere, al confine con il quartiere Villapizzone: la vicinanza con la ferrovia dello stato e la Stazione di Milano Certosa rese l'area sfruttabile dal punto di vista industriale. L'azienda di carburanti Fina acquistò l'area nel 1926 facendone un grande deposito di stoccaggio per gli oli, trasportabili attraverso la ferrovia.

#### I lotti di costruzione del quartiere
Nel processo di edificazione di Quarto Oggiaro è possibile distinguere diversi lotti di case con un unico costruttore e con un preciso progetto residenziale. Ogni progetto ha un nome:
- Quartiere Gescal (Ex Ina Casa), il quartiere di via Longarone, uno dei più grandi esempi di costruzione di case popolari, nel quale si è tentato di creare un piccolo paese autonomo sul modello dell'urbanistica popolare inglese. Questo quartiere è chiamato anche Vialba II
- Quartiere IACP "Quarto Oggiaro" - Le case di via Amoretti, Capuana e Pascarella
- Quartiere Aldini I - Le case di via Concilio Vaticano II
- Quartiere Aldini II - Le case di via Graf e De Pisis
- Torri di via Lessona - Le torri di via De Roberto

### Gli anni 2000
Quarto Oggiaro continua ad avere una sua identità di quartiere propria, per la sua collocazione periferica e chiusa dal recinto di ferrovie e per il piano urbanistico iniziale che lo ha fatto nascere.

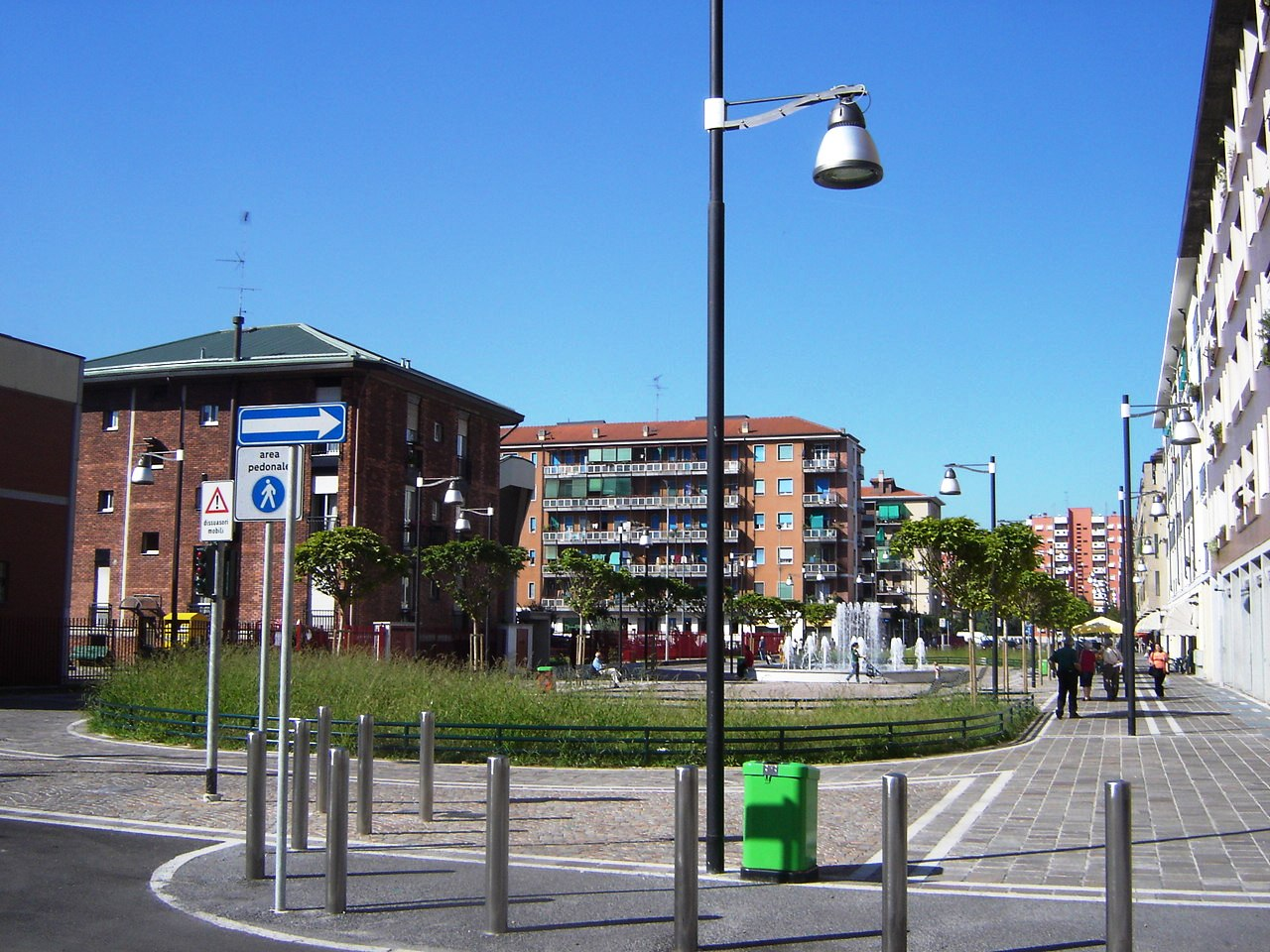
L'area pedonale di via De Roberto

Le case di edilizia popolare all'interno del quartiere sono state tutte ristrutturate, è stata creata un'isola pedonale nel 2008 in via De Roberto all'altezza della chiesa di Santa Lucia. La cava Cabassi ai margini del quartiere lungo la ferrovia Nord è stata chiusa nel 1997 e l'area risistemata è diventata il parco Simoni, con superficie circa 20.000 m².

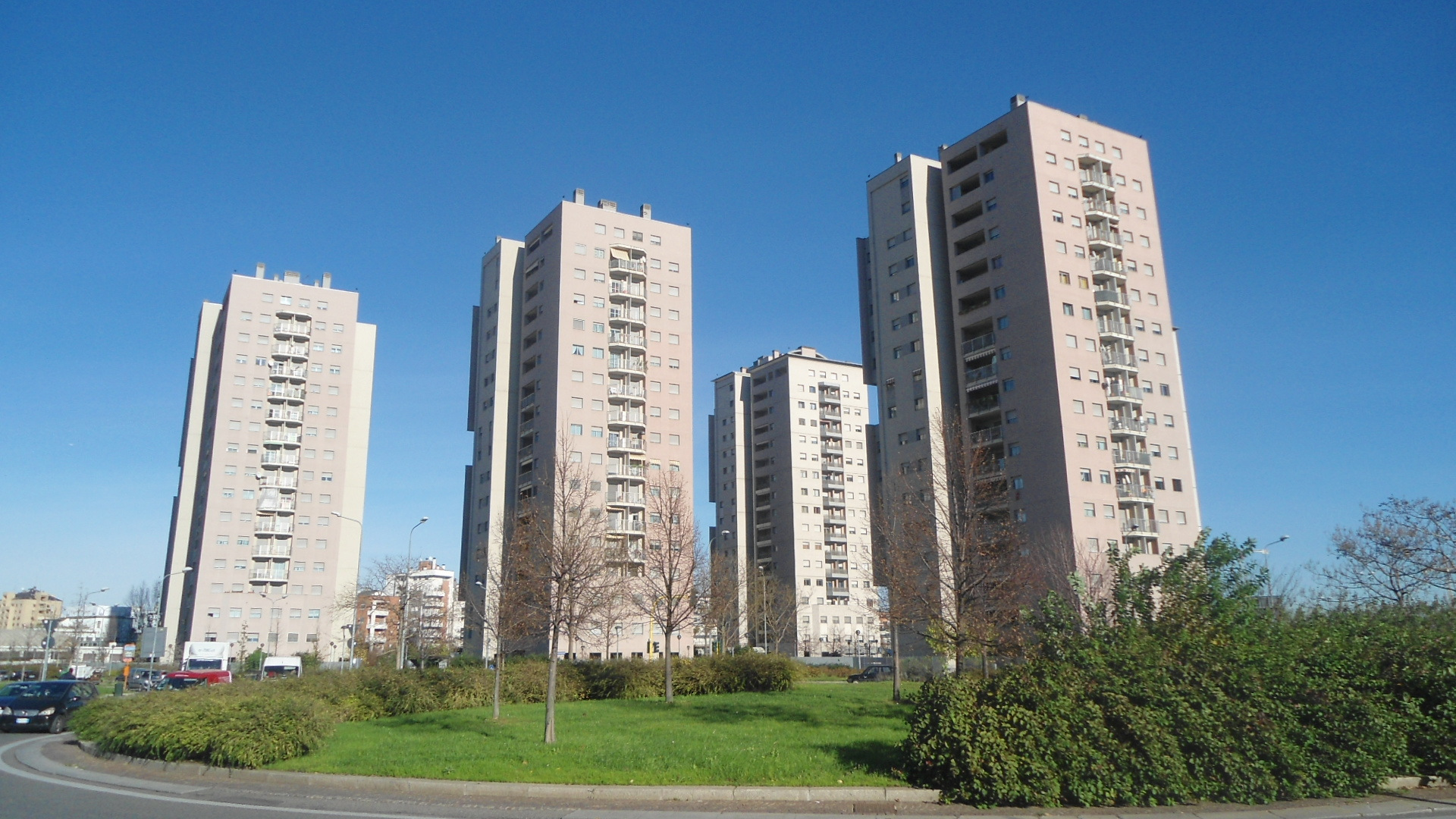
Le torri di EuroMilano dal rondò di via Palizzi

L'opera più rilevante riguarda senz'altro la parte sud del quartiere nell'area della ex raffineria Fina e lungo la vecchia via Castellamare con i suoi campi in parte coltivati ad orti e in parte incolti. La società EuroMilano, con progetto affidato alla designer inglese Diana Armstrong Bell, tra la fine degli anni 90 e l'inizio degli anni 2000, ha bonificato un'area di oltre 450.000 m², creando un nuovo quartiere residenziale di pregio. Il nuovo quartiere si affaccia sulla via Eritrea con 6 torri di 16 piani mentre le palazzine più basse sono all'interno, nella via Perini, per un totale di 1500 residenze. Quasi metà dell'area, 200.000 m², è diventata il parco Verga che dai binari della ferrovia raggiunge le case, fino ad arrivare alla via Chiasserini. Il parco è un vero polmone verde e l'opera nel suo complesso è un simbolo di modernità, integrazione con l'ambiente oltre ad essere un bel biglietto da visita per il quartiere.

## Infrastrutture e trasporti

### Ferrovie
- Linee S1 e S3: stazione di Milano Quarto Oggiaro

Il quartiere ha una stazione propria, la stazione di Milano Quarto Oggiaro, sulla linea Milano-Saronno della rete FN, ubicata sotto il ponte di via Amoretti al confine con la zona 9. L'ingresso alla stazione per il quartiere è in via Simoni. L'impianto è servito dalle linee S1 ed S3 del servizio ferroviario suburbano di Milano, operate da Trenord, per una frequenza complessiva di un treno ogni quarto d’ora da e per Saronno e Milano Bovisa.
- Linee S5 e S6: stazione di Milano Certosa

### Mobilità urbana
Lungo il cavalcavia di via Palizzi transitano numerosi percorsi in carico alla ATM, fra cui le linee tranviarie 1 e 12 e le linee autobus 35, 40 e 57.

## Servizi

### Architetture religiose

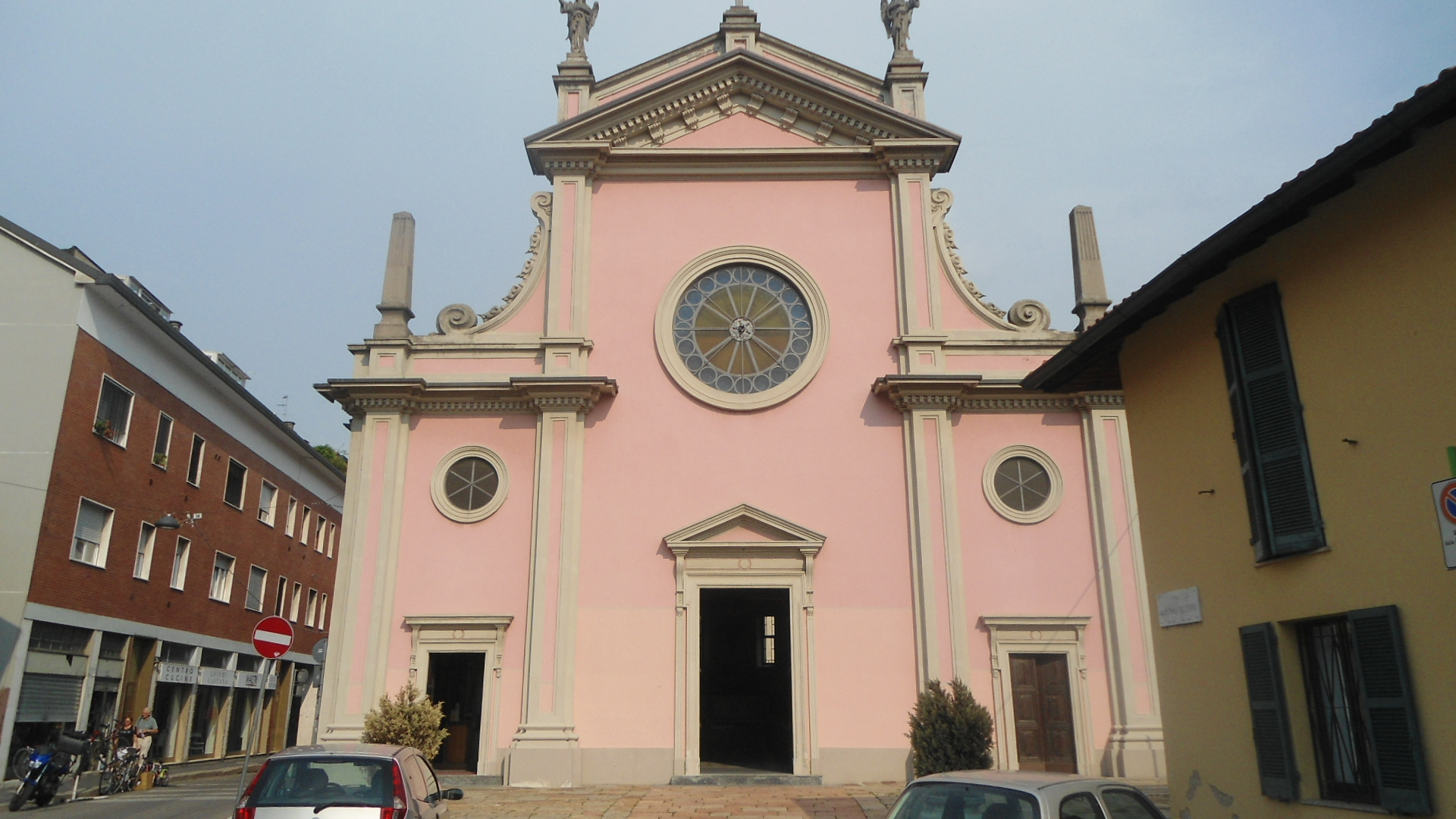
Chiesa dei Santi Martiri Nazaro e Celso in via Aldini

Le chiese del quartiere appartengono al Decanato di Cagnola-Gallaratese-Quarto Oggiaro:
- Chiesa dei Santi Martiri Nazaro e Celso[8], costruita nel 1780 (Quarto Oggiaro vecchia).
- Chiesa di Santa Lucia, eretta nel 1961.
- Chiesa della Resurrezione di Nostro Signore Gesù Cristo.
- Chiesa della Pentecoste, è una chiesa di recente costruzione, situata in via Carlo Perini 26.

### Centri sportivi
- Piscina Carella
- Centro Sportivo R. Zoppini, ex Aldiniana Associazione Calcio, sede della ASD Sempione Half 1919[15]

### Biblioteche
- Biblioteca Quarto Oggiaro[16].

Si tratta di una nuova biblioteca inaugurata nel 2003, un edificio bianco a due piani che ospitava le vecchie docce pubbliche delle case minime costruite dopo la guerra. Ha sostituito la vecchia piccola biblioteca di via Valtrompia 45/A, sempre in Vialba, che ora è diventata la sede di FabriQ, incubatore di Innovazione Sociale del Comune di Milano.

## Ambientazioni cinematografiche
Quarto Oggiaro appare in diversi film:
- Romanzo popolare (1974)
- I racconti di Quarto Oggiaro Film Tv Rai (1999)[17])
- Fame chimica (2003)
- A due calci dal paradiso (2006)